# Hedycarya engleriana
Hedycarya engleriana är en tvåhjärtbladig växtart som beskrevs av Spencer Le Marchant Moore. Hedycarya engleriana ingår i släktet Hedycarya och familjen Monimiaceae. Inga underarter finns listade i Catalogue of Life.